# Gmina Hundested
Gmina Hundested (duń. Hundested Kommune) była w latach 1970-2006 (włącznie) jedną z gmin w Danii w okręgu Frederiksborg Amt. 
Siedzibą władz gminy było miasto Hundested. 
Gmina Hundested została utworzona 1 kwietnia 1970 na mocy reformy podziału administracyjnego Danii. Po kolejnej reformie w 2007 r. weszła w skład gminy Halsnæs.

## Dane liczbowe
- Liczba ludności: (♀ 4956 + ♂ 4957) = 9913
  - wiek 0-6: 7,7%
  - wiek 7-16: 12,5%
  - wiek 17-66: 65,2%
  - wiek 67+: 14,6%
- zagęszczenie ludności: 319,8 osób/km² (2004)
- bezrobocie: 3,9% osób w wieku 17-66 lat
- cudzoziemcy z UE, Skandynawii i USA: 132 na 10 000 osób
- cudzoziemcy z krajów Trzeciego Świata: 238 na 10 000 osób
- liczba szkół podstawowych: 2 (liczba klas: 51)